# Яков Стрепа
Яков Стшеме (Стрепа) (пол. Jakub Strzemię (Strepa), 1340, Краков — 20 октября 1409, Львов) — польский религиозный деятель, Галицко-львовский архиепископ (1391—1392), францисканец, блаженный Католической церкви.
Якуб из знатного рода Стреп, родился около 1340 года на землях Краковской архидиецезии. Юношей вступил в орден францисканцев, где впоследствии его отправили учиться в Рим. По возвращении из Рима стал настоятелем краковского монастыря, а впоследствии — монастыря во Львове. 28 января 1392 возведён в сан епископа.
Будучи епископом, отмечался ревностью в организации и укреплении епархии. В повседневной жизни блаженный отмечался простотой и францисканской нищетой. К концу своей жизни не перестал носить францисканский габит. Каменный особняк в центре Львова, который ему подарил король Владислав II Ягеллон, передал на нужды епархии, а сам поселился в скромном деревянном домике. Сам лично учил истине веры и проводил катехизацию, но больше всего беспокоился о подготовке детей для Царствия Небесного. Его преданность этому делу привела к появлению прозвища «Приятель детей».
Хроники передают, что во время одной из молитв ему явилась Богоматерь с младенцем Иисусом на руках. Сцену этого явления блаженный поместил на архиепископской печати, как свой герб.
Был внимателен к нуждам бедных и больных, поэтому свои епископские доходы назначил на нужды госпиталя Святого Духа и в приют для бедных и паломников. Хотел перенести столицу епископства с Галича во Львов, поэтому начал строить во Львове кафедру (кафедральный собор). За год до смерти отказался от участия в «схизматическом» соборе в Пизе, чем проявил себя как верный сын католической церкви.
Умер 20 октября 1409 года. В завещании написал, что хочет быть похороненным в францисканском монастыре Святого Креста во Львове (существует памятное надгробие с эпитафией). Сообщается, что во время вскрытия гробницы его тело было обнаружено нетленным. 11 сентября 1791 года папа Пий VI причислил его к лику блаженных.